# 이카짱
《이카짱》은 일본 개발자 아마야 다이스케가 개발한 2000년 프리웨어 플랫폼 게임이다. 오징어 이카짱을 조종해 동굴을 탐험하고 다른 생물체를 돕는 것이 목표이다.
2013년에 니칼리스가 제작한 닌텐도 3DS 이식판이 e숍을 통해 출시됐으며 2016년에 일본 배급사 피키가 자국에 발매했다.

## 반응
《이카짱 》닌텐도 3DS판은 리뷰 애그리게이터 웹사이트 메타크리틱에서 71/100점을 기록해 "복합적 및 평균적인 평가"를 받았다.

## 참조

### 주해
1. ↑  일본어: いかちゃん, 영어: Ikachan